# Spice (drog)
Spice är ett samlingsnamn för syntetiska cannabinoider som ger ett väldigt starkt rus. Spice kan ha varierande sammansättning, och de aktiva substanserna utgörs av olika syntetiska cannabinoider. I blandningen förekommer bland annat CP 47,497, JWH-018 och HU-210. Flera av de aktiva ingredienserna narkotikaklassades i Sverige den 15 september 2009.
Spice säljs vanligen under beteckningar som "örtblandning" eller "rökelse", trots att den narkotiska verkan kommer från syntetiska droger. Spice saluförs under flera olika tilläggsbeteckningar. Tidigare var tre olika typer vanliga: spice silver, gold och diamond. Numera finns det också Boom, Remix, Double Dutch, Vegas och light-versioner av Boom och Remix. Skillnaden mellan de olika sorterna sägs vara styrkan.
Spice är lätt att överdosera, och kan dessutom ge flera negativa symtom (oönskade symtom) efter ruset. En överdos kan exempelvis yttra sig i akut psykos, hyperaktivitet, muskelryckningar, hypokalemi, och arytmier. Det finns då bland annat risk för organsvikt och hjärtinfarkt. Negativa symtom kan också innefatta kräkningar, minnesstörningar, ångeststörningar, förvirring och högt blodtryck. Det finns en risk att dö, både av de negativa symtomen och av överdos.

## Biverkningar och faror
Till skillnad från marijuana som inte resulterar i intensivvård på sjukhus, ser bilden annorlunda ut när det gäller syntetiska cannabinoider. År 2012 kontaktades giftinformationscentralen 96 gånger efter fall där personer behövt sjukhusvård efter intag av syntetiska cannabinoider, år 2013 steg den siffran till 236. Bieffekterna är ofta av allvarligare karaktär än efter intag av marijuana och dess aktiva cannabinoid THC och kan bestå av hypertension, takykardi, hjärtinfarkt , agitation, kräkning, hallucinationer, psykos, konvulsioner , spasmer och panikattacker. Minst ett dödsfall har kopplats till syntetiska cannabinoider i USA , ytterligare tre dödsfall i september 2013 i Colorado USA har utretts för koppling till syntetiska cannabinoider och i december 2012 drabbades en 17-årig flicka i USA av multipla hjärninfarkter och efterföljande hjärnskada efter att ha rökt syntetiska cannabinoider varje dag i två veckor. Även i Sverige misstänks ett dödsfall av en 30-årig man i Östersund ha orsakats av spice. En 20-årig man från samma län drabbades dessutom i augusti 2013 av andningsstillestånd efter att ha intagit spice.
Dessa allvarligare bieffekter från syntetiska cannabinoider jämfört med de mycket sällsynta fall av allvarliga bieffekter från bruk av marijuana tros bero på att många av de syntetiska cannabinoider som säljs och ingår i rökblandningar är fulla agonister på cannabinoidreceptorer, CB1R och CB2R. I marijuana är THC däremot endast är en partiell agonist och kan därför inte saturera och aktivera hela receptorpopulationen oavsett dos och uppnådd koncentration. Man har också sett att fas 1 metabolism av den syntetiska cannabinoiden JWH-018 resulterar i minst nio stycken monohydroxylerade metaboliter där minst tre av dessa metaboliter har full agonistisk effekt på CB1R vilket kan jämföras med endast en aktiv monohydroxylerad metabolit efter metabolism av THC. Detta kan ytterligare förklara den ökade toxiciteten jämfört med THC.
De bieffekter som liknar dem som kan uppkomma vid bruk av cannabis är bl.a. torr mun, paranoia och ångest. Spice kan även vara beroendeframkallande.[källa behövs] Kraftiga svettningar under sömn kan också förekomma.[källa behövs]
Många som använder spice upplever depersonalisation när de inte har intagit drogen under några dagar. Andra kan uppleva samma känslor dagen, ibland dagarna, efter att de intagit en för stor mängd spice.[källa behövs]

## Forskning
Den 15 december 2008 gick det tyska företaget THCPharm ut med att spice innehåller spår av JWH-018. Senare forskning visade dock att det endast hittades vid enstaka prover i låga koncentrationer.
Den 19 januari 2009 gick Bundeskriminalamt (tyska federala polisen) i Wiesbaden ut med meddelandet att spice innehåller en modifierad version av den syntetiska cannabinoiden CP 47,497, som liknar ämnet THC som är det huvudsakliga aktiva ämnet i cannabis.
På grund av att ämnet är så pass kraftfullt, samt att det intas tillsammans med andra starka ämnen (som aceton om det inte torkat ordentligt och kryddor) i spice som kommer i varierande doser, bedöms det finnas en risk för överdosering.

## Juridisk status
Beroende på aktiv substans är spice ännu laglig i de flesta länder, framför allt eftersom det exakta innehållet kan variera. Dock blev JWH-018 narkotikaklassat i Tyskland den 1 januari 2009. I slutet av december 2008 beslutade hälsoministeriet i Österrike att stoppa försäljningen av spice.
Den 30 juli 2009 beslutade regeringen i Sverige att sju av de cannabinoider som förekommer i spice ska narkotikaklassas. Förordningen trädde i kraft den 15 september 2009.